# П'єве-Альбіньола
П'єве-Альбіньола (італ. Pieve Albignola) — муніципалітет в Італії, у регіоні Ломбардія, провінція Павія.
П'єве-Альбіньола розташовані на відстані близько 460 км на північний захід від Рима, 50 км на південь від Мілана, 20 км на південний захід від Павії.
Населення — 883 особи (2014).

## Демографія
Населення за роками:

Станом на 1 січня 2023 року в муніципалітеті офіційно проживав 81 іноземець з 21 країни, серед них 26 громадян країн Євросоюзу та 4 громадяни України.

## Сусідні муніципалітети
- Корана
- Дорно
- Саннаццаро-де'-Бургонді
- Цинаско